# Joanna Skrzydlewska
Joanna Katarzyna Skrzydlewska (ur. 17 lutego 1977 w Łodzi) – polska polityk, posłanka na Sejm V i VI kadencji (2005–2009), posłanka do Parlamentu Europejskiego VII kadencji (2009–2014), wiceprezydent Łodzi (2019–2024), marszałek województwa łódzkiego (od 2024).

## Życiorys
Jest wnuczką Heleny Skrzydlewskiej, kwiaciarki z Zarzewa, założycielki firmy „H. Skrzydlewska”, i córką przedsiębiorcy pogrzebowego w województwie łódzkim, działacza samorządowego i sportowego Witolda Skrzydlewskiego. Ukończyła Katolickie Liceum Ogólnokształcące im. Jana Pawła II w Łodzi oraz studia na Wydziale Zarządzania Uniwersytetu Łódzkiego (na kierunku zarządzanie zasobami ludzkimi). W 2005 ukończyła „Akademię Europejską” – kurs, który organizował Jacek Saryusz-Wolski.
Od 2003 pracowała w Urzędzie Miasta Łodzi, m.in. na stanowisku zastępcy dyrektora w Biurze Promocji, Rozwoju Przedsiębiorczości i Miejsc Pracy oraz zastępcy dyrektora w Biurze Promocji, Turystyki i Współpracy z Zagranicą. Objęła funkcję honorowego prezesa klubu żużlowego Orzeł Łódź, a także była członkinią zarządu klubu piłkarskiego Widzew Łódź.
Związała się z Platformą Obywatelską. Z jej listy bez powodzenia kandydowała w wyborach parlamentarnych w 2001 oraz wyborach samorządowych w 2002. W 2005 w okręgu łódzkim została wybrana na posłankę V kadencji. W parlamencie zasiadała m.in. w Komisji Rodziny i Praw Kobiet, Komisji Kultury Fizycznej i Sportu oraz Komisji Finansów Publicznych. W wyborach w 2007 po raz drugi została wybrana do Sejmu z wynikiem 33 835 głosów.
W wyborach w 2009 uzyskała mandat deputowanej do Parlamentu Europejskiego. Kandydując w okręgu łódzkim, otrzymała 32 356 głosów. W PE była członkinią Komisji Praw Kobiet i Równouprawnienia oraz frakcji chadeckiej. W 2014 ponownie kandydowała do Parlamentu Europejskiego z listy PO w okręgu łódzkim. Otrzymała 27 767 głosów (trzeci wynik w okręgu), co nie wystarczyło do utrzymania mandatu na kolejną kadencję.
W tym samym roku uzyskała natomiast mandat radnej Sejmiku Województwa Łódzkiego. Została następnie powołana w skład zarządu województwa, pełniła tę funkcję do końca V kadencji. W 2018 utrzymała mandat radnej województwa na kolejną kadencję. W tym samym roku powróciła do pracy w Urzędzie Miasta Łodzi, obejmując stanowisko dyrektora Biura ds. Rewitalizacji. W 2019 kandydowała do PE z listy Koalicji Europejskiej, nie uzyskując mandatu. W październiku tego samego roku powołana na stanowisko zastępczyni prezydenta Łodzi, w związku z czym wygasł jej mandat radnej sejmiku. Uzyskała go ponownie w wyniku wyborów w 2024. Zrezygnowała następnie z funkcji wiceprezydenta Łodzi. W tym samym roku z ramienia KO bezskutecznie startowała w kolejnych wyborach europejskich.
W czerwcu 2024 została wybrana na urząd marszałka województwa łódzkiego.

## Wyniki w wyborach ogólnopolskich
| Wybory | Komitet wyborczy                   | Komitet wyborczy      | Organ            | Okręg                            | Wynik            |
| ------ | ---------------------------------- | --------------------- | ---------------- | -------------------------------- | ---------------- |
| 2001   |                                    | Platforma Obywatelska | Sejm IV kadencji | nr 9                             | 4212 (1,26%)     |
| 2005   | Sejm V kadencji                    | Platforma Obywatelska | 11 822 (4,02%)   | nr 9                             |                  |
| 2007   | Sejm VI kadencji                   | Platforma Obywatelska | 33 835 (8,00%)   | nr 9                             |                  |
| 2009   | Parlament Europejski VII kadencji  | Platforma Obywatelska | nr 6             | 32 356 (6,75%)                   |                  |
| 2014   | Parlament Europejski VIII kadencji | Platforma Obywatelska | nr 6             | 27 767 (5,93%)                   |                  |
| 2019   |                                    | Koalicja Europejska   | nr 6             | Parlament Europejski IX kadencji | 103 901 (11,39%) |
| 2024   |                                    | Koalicja Obywatelska  | nr 6             | Parlament Europejski X kadencji  | 30 402 (4,01%)   |